# Су-47
Су-47 «Беркут» (C-37) (за кодифікації НАТО: Firkin) — проєкт російського перспективного палубного винищувача, розроблений в ОКБ ім. Сухого. Винищувач має крило зворотної стрілоподібності, в конструкції планера широко використовуються композиційні матеріали. Головний конструктор — Михайло Асланович Погосян.

## Історія створення
Проєкт розвивався спочатку як перспективна модель винищувача з КЗС для ВПС СРСР (модернізація Су-27, тема З-37) в рамках галузевої дослідної програми з 1983 року, однак ця тема була закрита в 1988 році. Після цього замовником проєкту виступав ВМФ СРСР, що і зумовило подальший розвиток проєкту як перспективного літака для авіанесучих крейсерів. Проєкт перейменували і назвали Су-27км (корабельний модифікований). Далі, після розпаду СРСР і кризи в країні в 1990-х, держфінансування з проєкту було знято і він тривав лише завдяки власному фінансуванню ОКБ «Сухой». У підсумку, після всіх перипетій, літак був представлений публіці під ім'ям Су-47 «Беркут»

### Матеріали
Планер літака виготовлений з широким використанням композиційних матеріалів (КМ). Застосування перспективних композитів забезпечує підвищення вагової віддачі на 20-25 %, ресурсу — в 1,5-3,0 рази, коефіцієнта використання матеріалів до 0,85, зниження трудовитрат на виготовлення деталей на 40-60 %, а також отримання необхідних теплофізичних і радіотехнічних характеристик. У той же час досліди, проведені в США в рамках програми F-22A, свідчать про меншу бойову живучість конструкції з вуглепластику в порівнянні з конструкціями, виконаними з алюмінієвих і титанових сплавів, які витримують навантаження при звалюванні і високому тиску.

## Конструкція

«Беркут» виконаний за аеродинамічною схемою «поздовжній інтегральний триплан» з крилом зворотної стрілоподібності (КЗС). Крило плавно сполучається з фюзеляжем, утворюючи єдину несучу систему. До особливостей компоновки відносяться розвинені крилові напливи, під якими розміщені нерегульовані повітрозабірники двигунів, що мають у перетині форму, близьку до сектора круга.
Крило винищувача має розвинену кореневу частину (близько 75 °) і кут змінної стрілоподібності (близько 10°) по передній кромці і консольну частину, що плавно сполучається з нею, зі зворотньою стрілоподібністю (по передній крайці — близько 20°). Крило оснащене флаперонами, які займають більше половини розмаху, а також елеронами.
Суцільноповоротнє переднє горизонтальне оперення (ПГО) розмахом близько 3,5 м має трапецієподібну форму. Кут його стрілоподібності по передній кромці — близько 50°. Заднє горизонтальне оперення відносно невеликої площі також виконано суцільноповоротним, з кутом стрілоподібності по передній кромці близько 75°. Його розмах — близько 7,90 м. Також конструкція літака має два передніх (маленьких) крила — переднє горизонтальне оперення (ПГО), які вільно переміщаються, за рахунок чого підвищується маневреність літака в повітрі.

## Авіоніка
У проєкті передбачалося, що на машині буде застосовано найсучасніше бортове обладнання — цифрова багатоканальна ЕДСУ (на першому літаку — аналогова), автоматизована інтегральна система управління, навігаційний комплекс, до складу якого входить ІНС на лазерних гіроскопах в поєднанні з супутниковою навігацією і «цифровою картою», що вже знайшли застосування на таких машинах, як Су-30МКІ, Су-34 і Су-35. Планувалося оснащення інтегрованою системою життєзабезпечення і катапультування екіпажу нового покоління.
Для керування літаком, як і на Су-37, ймовірно, застосована бічна малоходова ручка управління і тензометричні РУД (на першому літаку центральна РУ).
Розміщення та розміри антен бортового радіоелектронного обладнання свідчать про прагнення конструкторів забезпечити круговий огляд. Крім основної БРЛС, розміщеної в носі під оребреним обтічником, винищувач має дві антени заднього огляду, встановлені між крилом і соплами двигунів. Ніски вертикального оперення, крилових напливів і ПГО також, ймовірно, зайняті антенами різного призначення (про це говорить їх біле забарвлення, характерне для російських радіопрозорих обтічників).

## Тактико-технічні характеристики
Джерело

### Технічні характеристики
- Екіпаж: 1 людина
- Довжина: 22,6 м
- Розмах крила: 16,7 м
- Висота: 6,4 м
- Площа крила: 56 м ²
- Площа ПГО:: 5,7 м ²
- Маса порожнього: 19500 кг
- Нормальна злітна маса: 26500 кг
- Максимальна злітна маса: 38500 кг
- Маса палива::12000 кг

### Двигун
- Тип двигуна: Турбореактивний двоконтурний з форсажною камерою
- Модель: «Р-79М-300» (для серійного літака) Д-30Ф6 "(для дослідного зразка)
- Тяга:
  - Максимальна: 2 × 12400 кгс (Р-79М-300)
  - На форсажу: 2 × 17500 кгс (Р-79М-300) 2 × 15 500 (Д-30Ф6)

### Льотні характеристики
- Гранична швидкість на висоті:
  - На висоті: 2500 км/год (обмежена 900 км/год у зв'язку з руйнівними навантаженнями на крило і центроплан)
  - Біля землі: 1400 км/год
- Гранична безфорсажна швидкість: понад 1200 км/год (1 М)
- Дальність польоту:
  - Перегінна (з 2 ПТБ): 5500 км
  - На дозвуковій швидкості: 4000 км
  - На надзвуковій швидкості: 1600 км
- Бойовий радіус:
  - Дозвуковій: 2000 км
  - Надзвуковий: 800 км
- Тривалість політа: 6,5 год
- Практична стеля: 20000 м
- Довжина розбігу/пробігу: 90 м (можливість зльоту з балістичної траєкторії[5])
- Навантаження на крило:
  - При максимальній злітній масі: 624 кг/м ²
  - При нормальній злітній масі: 429 кг/м ²
- тягооснащеність:
  - При максимальній злітній масі: 0,91 кгс/кг
  - При нормальній злітній масі: 1,32 кгс/кг

### Озброєння
- Гарматне: 30 мм вбудована гармата ГШ-301 (не підтверджено)
- Бойове навантаження:
  - Нормальна: 1000 кг (4 × Р-77 + 4 × 9М100 (планувалося))
  - Максимальна: 8000 кг

## Озброєння
Єдиний літаючий зразок Су-47 є експериментальним. Він створювався для відпрацювання схеми планера, компонувальних рішень і матеріалів, тому озброєння не могло бути розміщено без додаткової модернізації літака. У ході розробки Перспективного авіаційного комплексу фронтової авіації, планер Су-47 був модернізований і отримав один бомбовідсік, досвід створення якого згодом був застосований на ПАК ФА.
У ході розробки планувалося, що «головним калібром» винищувача, очевидно, стануть керовані ракети середньої дальності типу РВВ-АЕ, що мають активну радіолокаційну систему кінцевого самонаведення й оптимізовані для розміщення у вантажних відсіках літаків (вони мають крило малого подовження і складані гратчасті керма). НВО «Вимпел» оголосило про проведення успішних льотних випробувань на Су-27 удосконаленого варіанту цієї ракети, оснащеної маршовим прямоточним повітряно-реактивним двигуном. Нова модифікація має збільшені дальність і швидкість.
Важливе значення в озброєнні літаків повинні мати і ракети класу «повітря-повітря» малої дальності. На виставці МАКС-97 демонструвалася нова ракета цього класу, К-74, створена на базі УР Р-73 і відрізняється від останньої удосконаленою системою теплового самонаведення, яка має кут захоплення цілі, збільшений з 80-90 ° до 120 °. Застосування нової теплової головки самонаведення (ТГС) дозволило також збільшити максимальну дальність ураження цілі на 30 % (до 40 км).
Ймовірно, у складі бортового озброєння перспективних винищувачів буде збережена і 30-міліметрова гармата ГШ-301.
Планувалося, що як і інші російські багатофункціональні літаки — Су-30МКІ, Су-35 і Су-37, нові машини будуть нести і ударне озброєння — високоточні УР і КАБ класу «повітря-поверхня» для ураження наземних і надводних цілей, а також РЛС супротивника.

## Перспективи проєкту
У реальності був побудований єдиний льотний екземпляр з позаштатними двигунами і не має основної частини БРЕО, який демонструвався на авіасалонах, а в наш час[коли?] використовується як летюча лабораторія. Другий примірник зі штатним оснащенням не добудований (на 2010 рік).
Су-47 часто називають якщо не самим літаком 5-го покоління, то його прототипом. В Росії існує[коли?] тільки один проєкт такого літака — Су-57 того ж ОКЛ. Частина технологій, що використовуються на Су-57, наприклад внутрішні відсіки для озброєнь, відпрацьовується[коли?] на Су-47.